# Gernot Fraydl
Gernot Fraydl (Graz, 10 dicembre 1939) è un allenatore di calcio ed ex calciatore austriaco, di ruolo portiere.

## Carriera

### Calciatore
Nel 1967 gioca con gli statunitensi del Philadelphia Spartans, società militante in NPSL I. Con gli Spartans ottiene il secondo posto della Estern Division, non riuscendo così a classificarsi per la finale del campionato.
La stagione seguente passa al St. Louis Stars, con cui disputa la prima edizione della NASL.
Con gli Stars chiuse il torneo al terzo posto della Gulf Division, senza ottenere l'accesso alla fase finale del torneo.

## Palmarès

### Giocatore

#### Competizioni nazionali
- Campionato austriaco: 2

Austria Vienna: 1961-1962, 1962-1963
- Coppa d'Austria: 2

Austria Vienna: 1961-1962, 1962-1963